# Yseult (PSM2)
Yseult (PSM2) est un cotre réplique du cotre-pilote malouin L'Alouette de 1891.
Son port d'attache actuel est Saint-Malo. Il est immatriculé à Cowes.
Son immatriculation de voile est : PSM n°2, (qui veut dire : Pilote de Saint-Malo n°2).

## Histoire
Yseult (PSM 2) a été construite en 1996, avec son sister-ship Marie-Claude (PSM1) par le chantier naval Martin Heard's Gaffers and Luggers à Mylor Creek (Falmouth).
C'est une des deux répliques de l'Alouette qui était un bateau-pilote de Saint-Malo. Ce cotre-pilote fut construit, en 1891, sur la rive gauche de l'estuaire de la Rance, dans le cale de la Landriais (Le Minihic-sur-Rance), d'après des plans de François Lemarchand.
Il appartient à l'association franco-britannique Solidor team sailing  de Saint-Malo et Dartmouth et bat pavillon du Royaume-Uni.

## Caractéristiques techniques
Il possède un seul mât en bois, et une coque polyester. Son gréement possède 4 voiles : une grand-voile à corne avec un flèche ; un foc et une trinquette.
En outre, il possède 4 cabines. Il peut embarquer 10 passagers en promenade de journée et 6 personnes en croisière. Il peut aussi servir comme voilier-école.